# Projeto Dantas

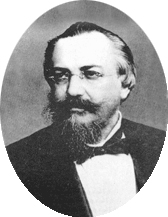
O Senador Dantas em 1884

O Projeto Dantas foi uma proposição legislativa brasileira de conteúdo abolicionista apresentada ao parlamento imperial pelo senador baiano Manuel Pinto de Sousa Dantas, em 1884.

## Contexto
Mais Informações: Gabinete Dantas
Servindo como o 28 º Presidente do Conselho de Ministros do Império do Brasil, cujo gabinete foi formado em 6 de junho de 1884, e antigo membro dos gabinetes Zacarias, em 1866, e Saraiva, em 1880, Souza Dantas era um ilustre político liberal e um dos líderes do partido em finais do século XIX. Subiu ao posto mais alto da administração pública premido pela necessidade de amplas reformas políticas e sociais que dessem continuidade, de forma mais incisiva, às reformas iniciadas na década de 1870. Sua ascensão ocorreu num período de forte agitação da vida pública do país, em que uma série de questões expunha as contradições do Brasil pós Guerra do Paraguai. Nesse contexto, o Partido Liberal se reorganizava para fazer frente a seus rivais tradicionais, os conservadores, e ao ainda incipiente, porém crescente, movimento republicano, que crescia principalmente em São Paulo, núcleo dos grandes cafeicultores e das primeiras indústrias do país.

## Conteúdo
Seu plano de governo era o "Projeto 48 A", conhecido como "Projeto Dantas". Incumbido pelo imperador Pedro II e por seu partido a atender ao mais latente clamor popular de seu tempo, Dantas deu início a negociações ousadas para levar a cabo um projeto que não previa somente a abolição da escravidão, mas também o acesso à terra para os libertos. A primeira fase do projeto era baseada em três pontos: a idade do escravo, seu registro e sua fixação em domicílio. Todos os escravos com 60 anos de idade estavam automaticamente libertos. Os outros tinham um prazo de um ano para serem registrados e identificados com minúcias. A ideia era que, ao identificar idade e filiação, muitos cativos seriam automaticamente libertados graças à vigência das leis do Ventre Livre, de 1871, e Eusébio de Queirós, de 1850. A fixação em domicílio impediria que províncias do norte vendessem escravos para o sudeste. Por fim, o projeto fixava uma data para a abolição definitiva: 31 de dezembro de 1889, não prevendo qualquer tipo de indenização para os antigos proprietários.
A segunda fase do projeto, muito mais inovadora, previa plena assistência aos libertos a partir da aprovação da lei, mediante a criação de colônias agrícolas e determinando regras graduais para a transferência dessas terras, arrendadas pelo Estado, para o ex-escravo que as cultivasse, tornando-o proprietário, em uma espécie de reforma agrária. Previa ainda a pronta utilização do Fundo Emancipacionista criado pelo Gabinete Rio Branco em 1871.

## Resultados

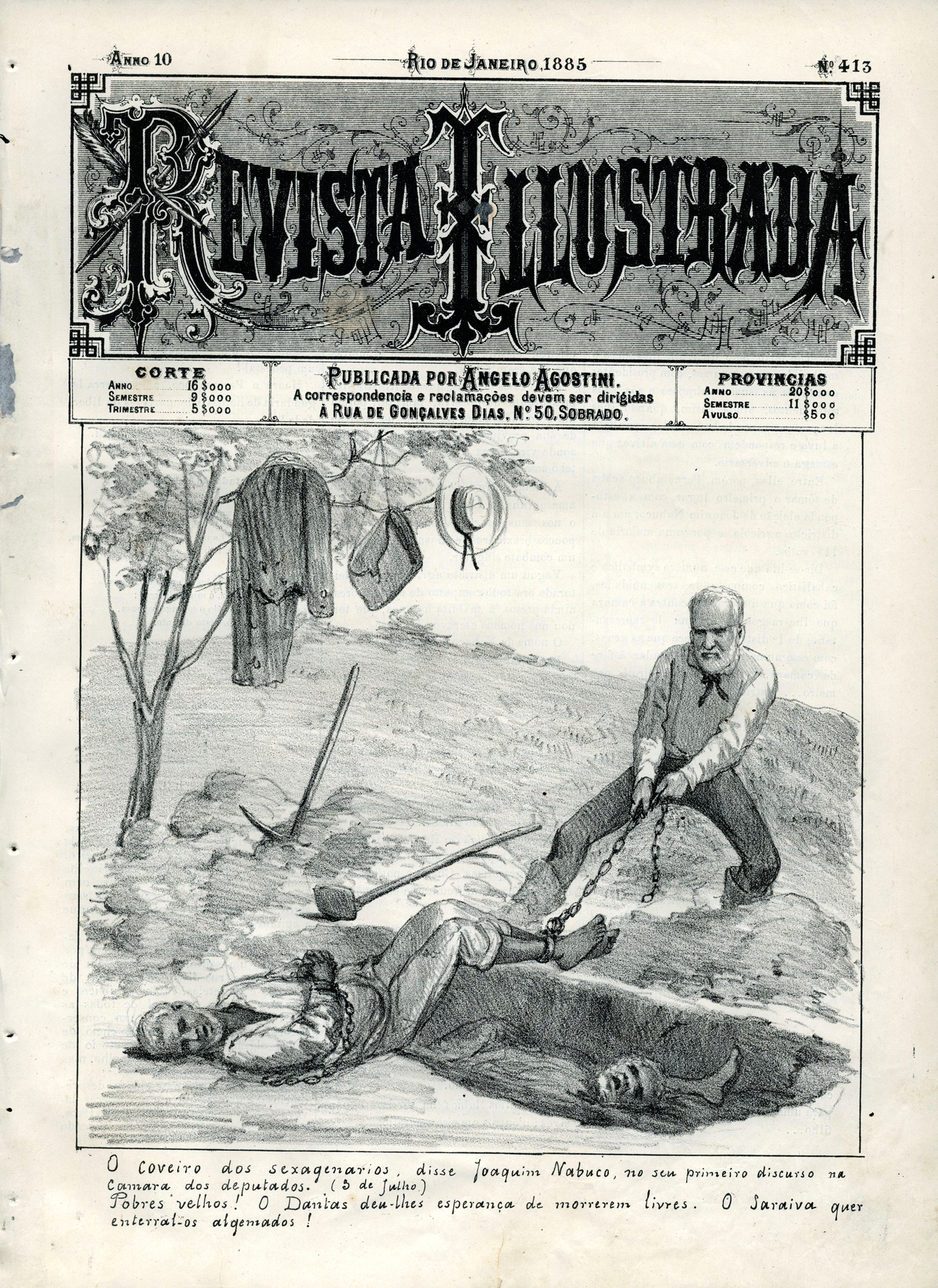
A edição 413 da Revista Illustrada, em 1885, critica a Lei dos Sexagenários e um de seus redatores posteriores, o Conselheiro Saraiva.

Tal projeto, apesar do grande impulso que representou para o movimento abolicionista, provocou a ira da oposição, que, através de uma moção de desconfiança, destituiu Souza Dantas do cargo. A questão, após breve passagem pelo 2.º Gabinete Saraiva, ficou nas mãos do líder conservador Barão de Cotegipe, sofrendo uma série de emendas e sendo aprovada em 1885 como a Lei dos Sexagenários, que apenas libertava os escravos com mais de 65 anos, prevendo indenização para seus proprietários.
Um segundo projeto de Souza Dantas surgiria em 1887, o "Projeto B", que, assim como seu antecessor, fixava a abolição para dezembro de 1889 e previa a criação de colônias estatais para os libertos, porém agora, prevendo também sua educação básica. Premidos mais uma vez pela questão servil, os conservadores adotaram o projeto de Dantas, porém, novamente de forma mutilada. Em 13 de maio de 1888 era aprovada a Lei Áurea, que declarava extinta a escravidão no Brasil e revogava as disposições em contrário.